# Reeperbahn EP
Reeperbahn EP är ett EP-album av den svenska rockgruppen Reeperbahn som släpptes 5 juli 1980.

## Låtlista
Text och musik: Dan Sundquist och Olle Ljungström.
1. Inget - 3:35
2. Början - 2:22
3. Utanför muren - 2:39
4. Blommor - 3:28

## Medverkande
- Olle Ljungström - sång, gitarr
- Dan Sundquist - sång, bas
- Eddie Sjöberg - gitarr, sång
- Peter Korhonen - trummor, sång[1]